# Peter Stöger
Peter Stöger (Bécs, 1966. április 11. –) osztrák válogatott labdarúgó, edző.

## Pályafutása

### Klubcsapatokban
Stöger a Favoritner AC Wien csapatában kezdte pályafutását, majd hat éven keresztül, 1988-tól 1994-ig az Auistria Wient erősítette. Három bajnoki címet szerzett a fővárosi csapattal. Következő klubja az Tirol Innsbruck volt, ahol mindössze egy évet játszott, majd 1995-ben a Rapid Wienbe szerződött, amely csapattal szintén megnyerte az osztrák bajnokságot, és szerepelt az 1996-os kupagyőztesek Európa-kupája-döntőben, ahol a Paris Saint-Germain ellen vereséget szenvedtek. 1997-ben elhagyta a Rapidot, és Linzbe szerződött, ahol egy évet töltött, majd visszatért az Austria Wienbe, ahol szintén egy évig játszott, mielőtt felhagyott volna profi pályafutásával.

### A válogatottban
Az osztrák labdarúgó-válogatottban 1988 februárjában mutatkozott be egy Svájc elleni mérkőzésen. Tagja volt az 1998-as labdarúgó-világbajnokságon részt vevő osztrák keretnek. Utolsó válogatottbeli mérkőzésére 1999 márciusában került sor Svájc ellen. A nemzeti együttesben 65 mérkőzésen lépett pályára, és 15 gólt szerzett.

### Edzőként
Edzői pályafutását az Austria Wien csapatánál kezdte 2005-ben. Ideiglenes kinevezéssel került a csapat élére, de az év decemberében meghosszabbították azt, majd miután a szezon végén kupagyőztes lett a csapattal, és a 2005-2006-os szezont gyengébben kezdték a bécsiek, távozott a klubtól. Az ezt követő években a First Vienna FC, a Grazer AK és a Wiener Neustadt vezetőedzője volt. 2012 májusában visszatért az Austria kispadjára., A 2012–13-as szezon végén bajnok lett a csapattal, rekordot jelentő pontot gyűjtve, a sokkal kedvezőbb anyagi lehetőségekkel bíró, és többek közt Sadio Manét, Alan Carvalhót, Jonathan Sorianót és Kevin Kamplot soraiban tudó Red Bull Salzburgot megelőzve.
2013. június 11-én a német másodosztályú 1. FC Köln élére nevezték ki. A szezon végén bajnokként juttatta fel a csapatot a Bundesligába. Az ezt követő két szezonban sikerült benntartania az élvonalban a Kölnt, 2016 januárjában pedig meghosszabbították a szerződését 2020 nyaráig. A 2016-17-es idényben a Köln az 5. helyen zárta a bajnokságot, így kvalifikált az Európa-ligába, ezzel a csapat 25 év elteltével indulási jogot nyert valamelyik nemzetközi kupasorozatba. A következő szezont nem kezdte jól a csapat, első 14 bajnokiján csupán három pontot gyűjtött. 2017. december 3-án Stöger távozott a csapat éléről.
Néhány nappal később a Borussia Dortmund vezetőedzője lett, miután Peter Bosz távozott a sárga-fekete klubtól. A BVB ekkor nyolcadik helyen állt a bajnokságban, Stöger vezetésével a szezon végére negyedik helyre léptek előre a tabellán, kiharcolva ezzel a Bajnokok Ligája -szereplést. A Dortmundban ekkor mutatkozott be több fiatal tehetség, így Manuel Akanji, Jadon Sancho és Sergio Gómez. 2018. május 12-én távozott a csapat éléről.
2020. július 31-én újból az Austria Wien vezetőedzője lett. Egy idény után távozott a csapattól, ekkor neve felmerült a Ferencváros lehetséges edzőjeként, Szerhij Rebrov utódjaként. Miután az ukrán szakember távozotta klubtól, 2021. június 5-én a Ferencváros bejelentette Stöger kinevezését. Az osztrák edző irányításával a Ferencváros bejutott az Európa-liga csoportkörébe, ahol legyőzte a Bayer Leverkusent, azonban a vártnál gyengébb bajnoki szereplés, és a DVSC-től elszenvedett vereséget követően december 13-án a klub vezetősége menesztette Stögert, aki 30 tétmérkőzésen 18 győzelem mellett két döntetlent és tíz vereséget ért el a csapat élén. 2023 júniusában az osztrák másodosztályban szereplő Admira sportigazgatójának nevezték ki.
2025. május 26.-tól a magyar válogatott Bolla Bendegúzt foglalkoztató SK Rapid Wien vezetőedzője lett.

## Sikerei, díjai

### Játékosként
Austria Wien
- Osztrák bajnok: 1990–91, 1991–92, 1992–93
- Osztrák Kupa-győztes: 1989–90, 1991–92, 1993–94
- Osztrák Szuperkupa-győztes: 1990, 1991, 1992, 1993

 Rapid Wien
- Osztrák bajnok: 1995–96
- Kupagyőztesek Európa-kupája-döntős: 1995–96
- Osztrák Szuperkupa-győztes: 1996

### Edzőként
Austria Wien
- Osztrák bajnok: 2012–13
- Osztrák Kupa-győztes: 2004–05

 1. FC Köln
- 2. Bundesliga, bajnok: 2013–14

 Ferencváros
- Magyar bajnok: 2021–22[28] *

- Az idény első felében vezette a Ferencvárost.[29]